# Três Rios Futebol Clube
Três Rios Futebol Clube é uma agremiação esportiva de Três Rios, no estado do Rio de Janeiro, fundada a 30 de abril de 2003.

## História

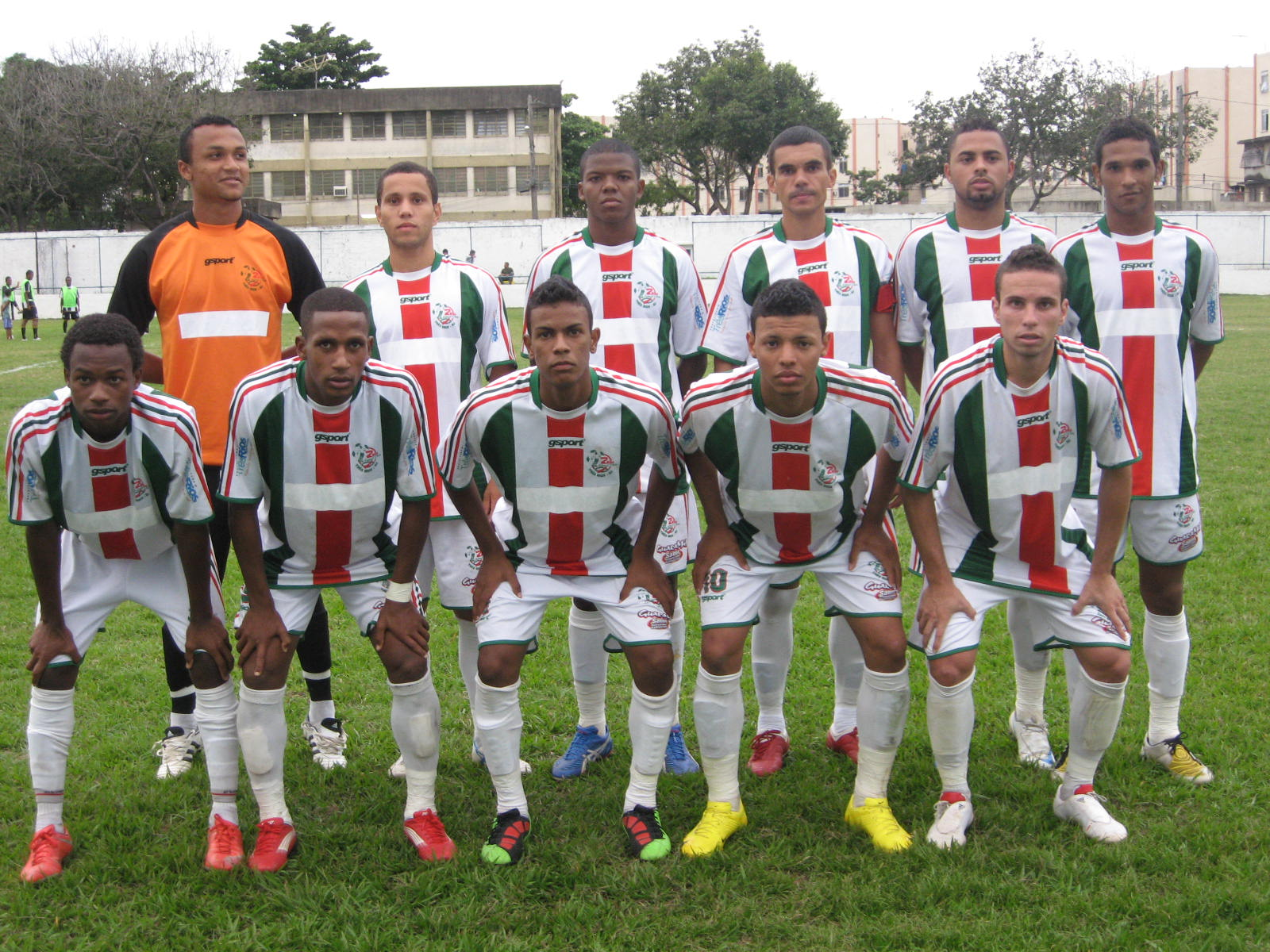
Equipe profissional do Três Rios em 2010

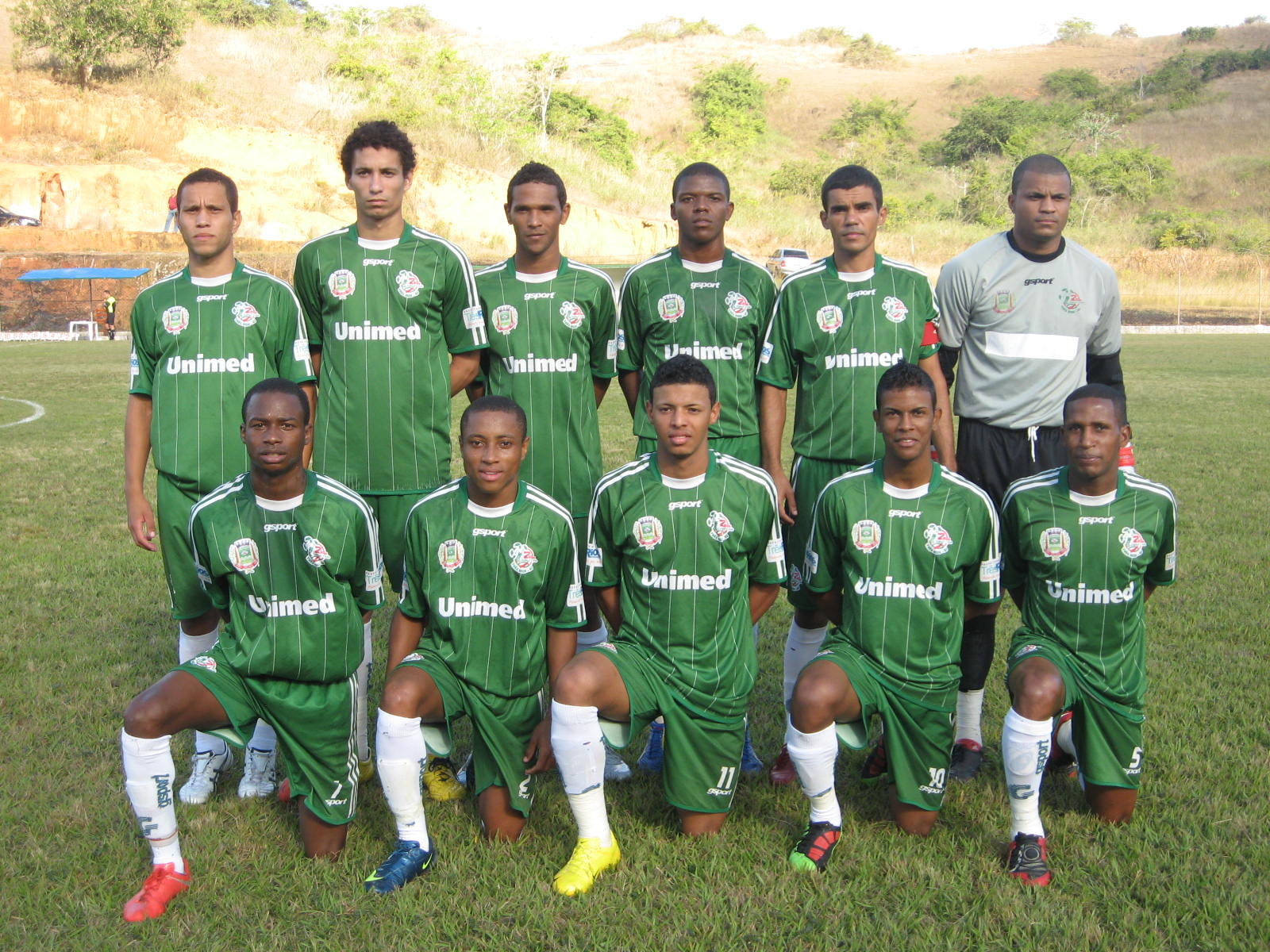
Segundo uniforme

Clube caçula da cidade, famosa no futebol pelo prestígio de América Futebol Clube e Entrerriense Futebol Clube, que se encontram inativos, o Três Rios surge na tentativa de suprir o vazio causado pela ausência desses times no futebol profissional do Rio de Janeiro.
Estréia no Campeonato Estadual da Terceira Divisão de Profissionais em 2003. Se classifica em segundo em sua chave na fase inicial, perdendo a dianteira para o Resende Futebol Clube. Na segunda fase é novamente segundo colocado. O líder foi o Bonsucesso Futebol Clube, que se sagraria o campeão daquele ano. Na terceira fase acaba eliminado, ficando fora das semi-finais.
Em 2004, desiste de participar da competição com a tabela já montada.
Volta, em 2009, para a disputa da Terceira Divisão de Profissionais e Juniores. O clube monta um intercâmbio com o Fluminense Football Club de intercâmbio e empréstimo de jogadores.
Em 2010, monta um ótimo elenco a partir dos profissionais do Paraíba do Sul Futebol Clube do ano anterior. A equipe chega às semifinais da Terceira Divisão mas perde a vaga para o Serra Macaense Futebol Clube, não alcançando o sonho inédito de subir à Segunda Divisão.
Suas cores são o verde e o branco. O estádio para o qual manda seus jogos é o Odair Gama, pertencente ao Entrerriense Futebol Clube.

## Estatísticas

### Participações
| Competição          | Temporadas | Melhor campanha    | Estreia | Última | P | R |
| ------------------- | ---------- | ------------------ | ------- | ------ | - | - |
| Série B2 do Carioca | 3          | 4º colocado (2010) | 2003    | 2010   | – | – |